# Hindsia ibitipocensis
Hindsia ibitipocensis är en måreväxtart som beskrevs av Di Maio. Hindsia ibitipocensis ingår i släktet Hindsia och familjen måreväxter. Inga underarter finns listade i Catalogue of Life.